# Sakamoto (Familienname)
Sakamoto (jap. 坂本) ist ein japanischer Familienname. Bei einer Erhebung im Jahr 2008 war er in dieser Schreibweise auf Platz 40 der 100 häufigsten Familiennamen in Japan. Eine weniger verbreitete Variante ist 坂元.

## Herkunft und Bedeutung
Sakamoto geht als Wohnstättenname auf die Bedeutung der japanischen Schriftzeichen 坂 (dt. Hügel oder Hang) und 本 (dt. Ursprung oder Basis) zurück; er bezeichnete also Personen, die am Fuß eines Hügels wohnten.

## Namensträger
- Blake Sakamoto (* 1961), US-amerikanischer Rockmusiker
- Gōji Sakamoto (* 1944), japanischer Abgeordneter
- Sakamoto Hanjirō (1882–1969), japanischer Maler
- Hayato Sakamoto (* 1988), japanischer Baseballspieler
- Hiroshi Sakamoto (* 1960), japanischer Schwimmer
- Iori Sakamoto (* 2004), japanischer Fußballspieler
- Isa Sakamoto (* 2003), japanischer Fußballspieler
- James Sakamoto (1902–1955), amerikanischer Boxer, Zeitungsherausgeber und Aktivist
- Kakeru Sakamoto (* 2000), japanischer Fußballspieler
- Kaori Sakamoto (* 2000), japanische Eiskunstläuferin
- Kazuki Sakamoto (* 1990), japanischer Fußballspieler
- Kazuko Sakamoto (* 1935), japanische Schwimmerin
- Kazunari Sakamoto (* 1943), japanischer Architekt
- Kazuto Sakamoto (* 1991), japanischer Fußballspieler
- Kei Sakamoto (* 2001), japanischer Fußballspieler
- Kiriya Sakamoto (* 2003), japanischer Fußballspieler
- Kōdai Sakamoto (* 1995), japanischer Fußballspieler
- Kōji Sakamoto (* 1978), japanischer Fußballspieler
- Kōki Sakamoto (* 1999), japanischer Fußballspieler
- Kōki Sakamoto (* 1986), japanischer Turner
- Kyū Sakamoto (1941–1985), japanischer Sänger
- Maaya Sakamoto (* 1980), japanische Synchronsprecherin und Sängerin
- Masaki Sakamoto (* 1996), japanischer Fußballspieler
- Masako Sakamoto (* 1972), japanische Badmintonspielerin
- Masataka Sakamoto (* 1978), japanischer Fußballspieler
- Nanaka Sakamoto (* 1996), japanische Volleyballspielerin
- Naoko Sakamoto (Leichtathletin) (* 1980), japanische Langstreckenläuferin
- Naoko Sakamoto (Softballspielerin) (* 1985), japanische Softballspielerin
- Pedro Sakamoto (* 1993), brasilianischer Tennisspieler
- Rei Sakamoto (* 2006), japanischer Tennisspieler
- Reiko Sakamoto (Mathematikerin) (* 1939), japanische Mathematikerin
- Reiko Sakamoto (Tischtennisspielerin), japanische Tischtennisspielerin
- Riho Sakamoto (* 1992), japanische Fußballspielerin
- Sakamoto Ryōma (1836–1867), Samurai und Wegbereiter der Meiji-Restauration
- Ryūichi Sakamoto (1952–2023), japanischer Musiker, Komponist und Schauspieler
- Ryūsuke Sakamoto (* 1984), japanischer Tischtennisspieler
- Shin’ichi Sakamoto (* 1972), japanischer Comiczeichner
- Shōgo Sakamoto (* 1993), japanischer Schauspieler
- Shōichirō Sakamoto (* 1995), japanischer Fußballspieler
- Shūichi Sakamoto (* 1979), japanischer Badmintonspieler
- Shūsuke Sakamoto (* 1993), japanischer Fußballspieler
- Takehiro Sakamoto (* 1976), japanischer Freestyle-Skier
- Takehisa Sakamoto (* 1971), japanischer Fußballspieler
- Sakamoto Tarō (1901–1987), japanischer Historiker
- Tatsuhiro Sakamoto (* 1996), japanischer Fußballspieler
- Teruo Sakamoto (1972–2012), japanischer Radrennfahrer
- Tetsushi Sakamoto (* 1950), japanischer Abgeordneter
- Tsutomu Sakamoto (* 1962), japanischer Radsportler
- Tsutsumi Sakamoto (1956–1989), ermordeter japanischer Anwalt
- Yoshikazu Sakamoto (1927–2014), japanischer Politikwissenschaftler
- Yoshio Sakamoto (* 1959), japanischer Spieleentwickler und Manager
- Yoshiyuki Sakamoto (* 1972), japanischer Fußballspieler
- Yōsuke Sakamoto (* 1974), japanischer Fußballspieler
- Yūji Sakamoto (* 1967), japanischer Drehbuchautor
- Yukiko Sakamoto (* 1949), japanische Abgeordnete
- Yukio Sakamoto (1947–2024), japanischer Manager